# コロンビア山 (カナダ)
コロンビア山 (コロンビアさん、Mount Columbia) とは、カナダアルバータ州の最高峰であり、ロブソン山に次ぐカナディアン・ロッキー第二の高峰である。アルバータ州とブリティッシュコロンビア州の境界上に位置し、コロンビア氷原の北端である。最高地点はアルバータ州のジャスパー国立公園内にある。
コロンビア山は、ジョン・ノーマン・コリーによってコロンビア川から名前をとって命名された。コロンビア川の名の由来はRobert Grayが率いたアメリカの船Columbia Redivivaによるが、Grayは1792年にこの川の砂州と下流の探検を初めて敢行した人物である。コロンビア山の初登頂は1902年にジェームス・アウトラムとガイドのChristian Kaufmannによって成された。

## クライミングルート
標準ルートは東壁である。このルートは、夏にはまっすぐになる氷河を特殊な技術を要さない形で登るが、氷原上の長いアプローチを要する。他のルートとしては北稜がある。これは2000 mほどの登りに様々な要素が詰め込まれた素晴らしいルートである。技術的に甚だしい困難を要する訳ではないが、気軽に選択できるルートではない。クライミンググレードはV、YDS 5.7、W3となっている。